# Elise Thümmel
Elisabeth „Elise“ Thümmel (* 17. Juni 1885 als Elisabeth Wolf in Mittelsinn; † 13. April 1976 in Dresden) war eine deutsche Politikerin und Widerstandskämpferin.

## Leben
Der 8. März 1912, an dem sie eine Versammlung mit Clara Zetkin vorbereitete, wurde ihr erstes großes politisches Erlebnis. Ihr Ehemann, der Arbeiter Anton Thümmel, führte sie an die Arbeit in SPD und Gewerkschaft heran, sie erzogen auch ihre beiden Söhne im gleichen Sinne. Nach 1918 übernahm sie die Leitung der Frauenarbeit der USPD im Bezirk Ostsachsen, wurde zu allen Parteitagen der USPD bzw. SPD von 1920 bis 1933 und zu den Internationalen Sozialistenkongressen in Marseille und Brüssel delegiert. Sie war eine überzeugende Referentin, sprach oft zu Textilarbeiterinnen, Heimarbeiterinnen und Blumenmacherinnen. 1920 wurde sie als Abgeordnete in den Sächsischen Landtag gewählt. Ihre Arbeitsgebiete waren Wohlfahrtswesen, Landesheil- und Pflegeanstalten, Frauenkliniken und weibliche Polizei. In einer Auseinandersetzung mit Vorkommnissen in der Frauenklinik Dresden forderte sie bessere Organisation der Arbeit und Entlassung des Chefarztes, ihr Antrag ging nicht durch. Sie setzte sich energisch aber vergebens für unentgeltliche Geburtshilfe in Sachsen ein. Doch erreichte sie eine staatliche Beihilfe in Höhe des Grundlohnes für die schwangeren Arbeiterinnen vor und nach der Entbindung. Durch die Notverordnung 1930 wurden diese Beihilfen um die Hälfte gekürzt. 1924 unterstützte sie den Antrag der kommunistischen Fraktion auf Abschaffung des § 218 als Ausnahmegesetz gegen die Frauen des arbeitenden Volkes.
1933 wurden die Abgeordneten-Mandate eingezogen. 3000 SPD-Funktionäre werden verhaftet, darunter auch Else Thümmel. Nach der Entlassung stand sie unter Aufsicht der Gestapo. Es folgten Hausdurchsuchungen und Verhöre. Nach dem 20. Juli 1944 wurde sie erneut verhaftet und im KZ Ravensbrück gefangengehalten.
Elise Thümmel war Delegierte zum Vereinigungsparteitag von KPD und SPD in Bühlau und zum ersten Parteitag der SED in Berlin. Sie sprach bei der Gründungskonferenz des DFD am 8. März 1947 im Berliner Admiralspalast, setzte sich für den Beitritt zur IDFF ein. Wieder wurde sie als Abgeordnete in den Sächsischen Landtag gewählt. Von 1947 bis 1950 war sie Mitarbeiterin des DFD-Landesverbandes Sachsen, 1957 bis 1969 war sie Mitglied des DFD-Bundesvorstandes.
1965 nahm sie als älteste Delegierte am Frauenkongreß der DDR in Berlin teil. Die DFD-Gruppe 89 in Dresden trug ihren Namen. Ihre Grabstätte befindet sich auf dem Heidefriedhof Dresden.